# Ladoffa enochra
Ladoffa enochra är en insektsart som beskrevs av Young 1977. Ladoffa enochra ingår i släktet Ladoffa och familjen dvärgstritar. Inga underarter finns listade i Catalogue of Life.